# Мивина
Миви́на (укр. Мівіна, англ. Mivina) — товарный знак, разработанный в Харькове корпорацией «Техноком», занимающейся производством пищевых полуфабрикатов.
«Мивина» является нарицательным названием вермишели быстрого приготовления у украинских потребителей.
В феврале 2010 года ООО «Техноком» была приобретена корпорацией Nestlé.

## История
В 1995 году корпорация «Техноком», созданная жителем Украины вьетнамского происхождения Фам Нят Выонгом, который в 2018 году стал самым богатым человеком Вьетнама (первый долларовый миллиардер Вьетнама), начала производство и продажу вермишели быстрого приготовления под названием «Мивина». Чтобы основать компанию, Вьонг взял кредит под 8 % в месяц.
Благодаря постоянно растущей популярности новой для потребителей продукции её продажи до 1997 года достигли 1 миллиона долларов Мівіна. Nestlé. Дата обращения: 17 августа 2021. Архивировано 17 августа 2021 года.</ref>. Вскоре название «Мивина» стало нарицательным среди украинских потребителей — часто вермишель, которая готовится запариванием кипятком на три минуты, называют «мивиной» независимо от фирмы-производителя.
В 1999 году было запущено производство вкусовых приправ. В 2000 году ассортимент продукции торговой марки «Мивина» пополнился ещё одним продуктом — впервые в истории украинской пищевой промышленности начато изготовление картофельного пюре быстрого приготовления.
В мае 2007 года «Техноком» вывел на рынок Украины другие блюда быстрого приготовления — «Мивина домашняя»: три вида гарниров с натуральным мясом и овощами. В ноябре 2007 года налажено производство готовых жидких супов «Мивина домашняя». Первые и вторые блюда «Мивина домашняя» производятся по технологии «Keep all fresh». В апреле 2008 года компания начала производство нового продукта под ТМ «Мивина Привет обед» — лапша с натуральным мясным соусом.
В 2010 году транснациональная компания Nestlé выкупила «Техноком» и «Мивину» за 150 млн $. Компания существенно увеличила свою производительность, что дало возможность значительно расширить ассортимент и вывести на рынок новые виды продукции.
В 2017 году компания выпустила на рынок сладкую «Мивину» со вкусами банана и клубники, которая ещё в 2000-х годах до продажи марки компании Nestlé была очень популярна у украинских потребителей.

## Продукция
На сегодняшний день компания производит такие продукты питания: вермишель быстрого приготовления, разные виды супов быстрого приготовления, разнообразные вкусовые приправы, картофельное пюре, а также аналогичные продукты, упакованные в пластмассовую посуду. Согласно данным Nestlé, все ингредиенты, используемые для создания лапши, приправ, пюре и супов наивысшего качества, всегда свежие и проходят целый ряд специальных обработок. Мука проходит этап очищения через специальные магнитные установки, а вода через фильтры очистки, которые очищают её от мелких частиц и нежелательных примесей. Все процессы контролируются в лабораторных условиях.

## Награды
- 2002 — знак «Высшая проба» по решению Научно-экспертного совета, возглавляемого президентом Восточно-украинской академии бизнеса[13].
- 2002 — за соответствие европейским стандартам, корпорации «Техноком» был вручен международный диплом «Европейское качество» Европейской ассамблеи бизнеса (Оксфорд, Великобритания)[13][14].
- 2003 — лауреат конкурса «Золотая торговая марка»[13].
- 2005 — вермишель быстрого приготовления, картофельное пюре и приправы «Мивина» получили право именоваться «Товаром № 1 на Украине» по результатам оценки качества и популярности в рамках Международного фестиваля-конкурса «Выбор года»[15].
- 2008 — победитель всенародного конкурса-рейтинга «Бренд года — 2008»[16][17].
- 2009 — «Золотой приз «За лучшую торговую марку» – приз нового тысячелетия» (Париж, Франция)[18].

## Интересные факты
- Слово «мивина» в переводе с вьетнамского означает «вьетнамская лапша»[19].